# 一田百貨
一田百貨（英語：Yata，日语： Yatta）是香港新鴻基地產旗下百貨公司，以售賣日本食品為主，分店均設於新鴻基地產旗下的商場內，前身為日資背景的西田百貨，於1990年11月19日成立。

## 歷史

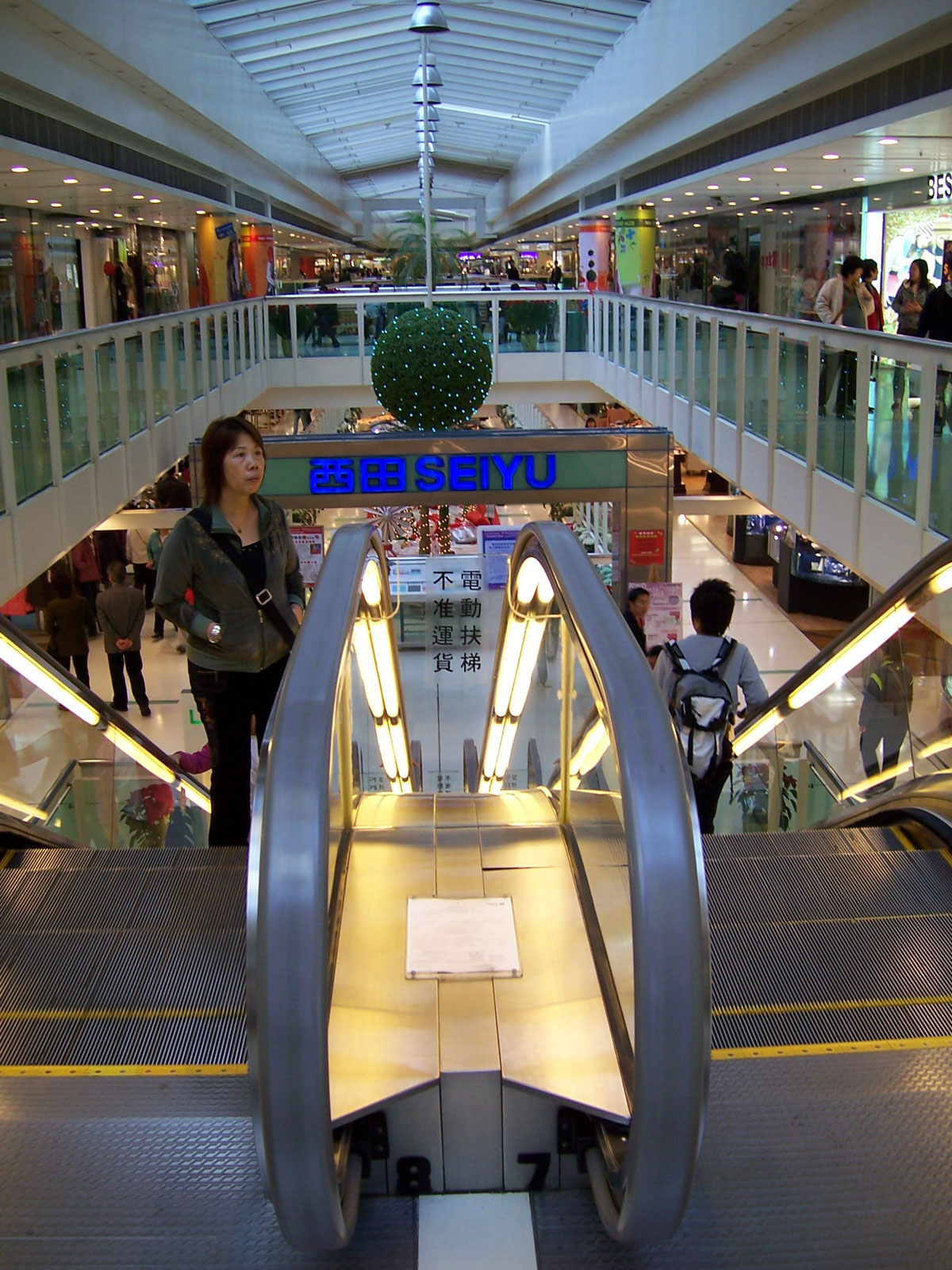
西田百貨入口（2006年）

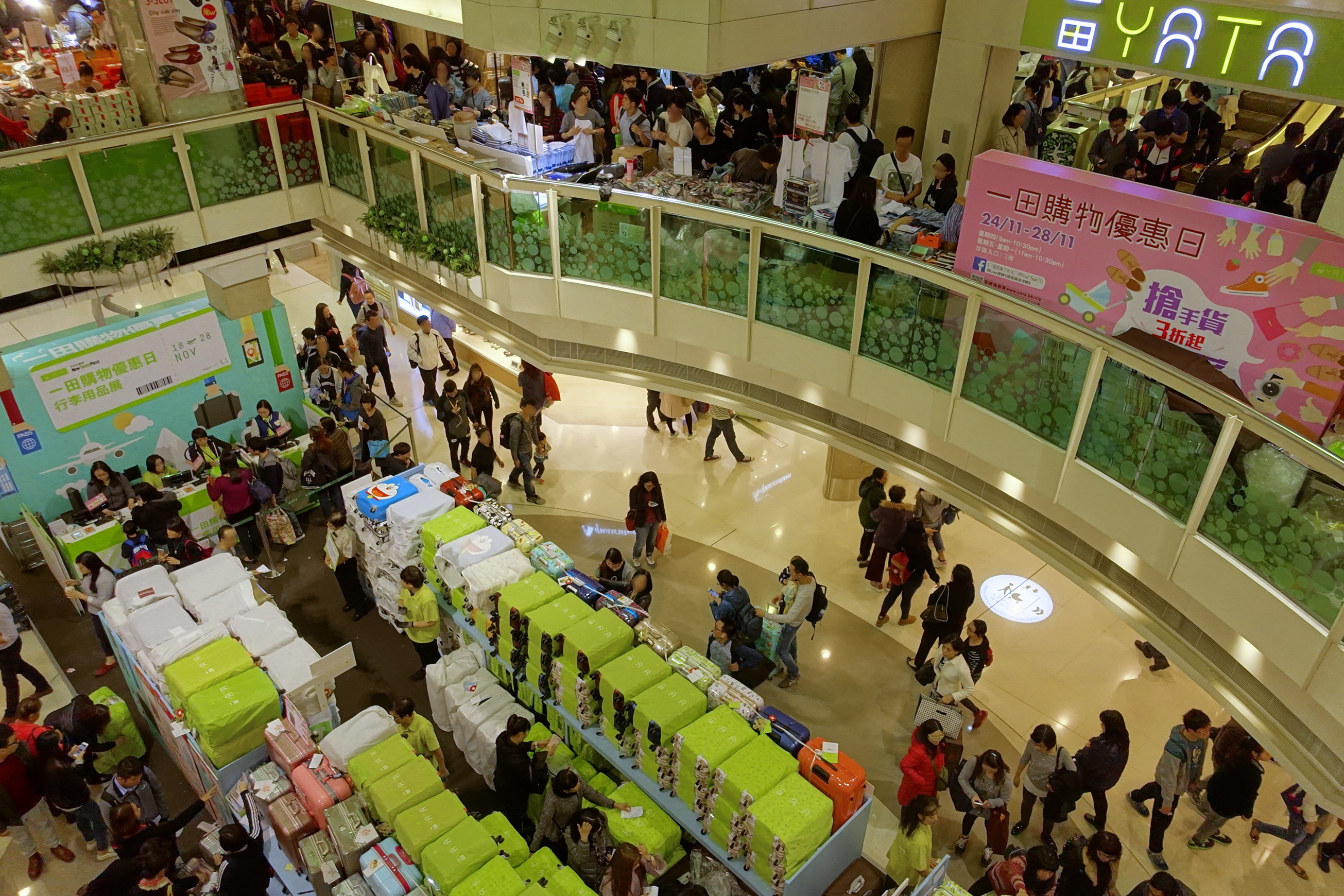
「一田購物優惠日」的熱門貨品之一—行李箱（攝於一田百貨沙田店）

1989年，日本西友株式會社與永安百貨合資成立西友（沙田）有限公司，以西田百貨名稱進軍香港百貨零售業。1990年11月19日，西田百貨於沙田新城市廣場第三期開業，佔地150,300平方呎，提供一站式購物便利，包括衣食住行、各款名牌、由專人從日本搜羅的優質產品及西友專有品牌。2001年，西田百貨進行首次翻新工程。
2005年5月30日，日本西友株式會社以6500萬元出售西友（沙田）有限公司所有股權予新鴻基地產。由於新鴻基地產是新城市廣場的大業主，雖然新鴻基地產會損失租金收入，隨著港澳個人遊旅客數量日增，令到西田盈利增加，這宗交易也是香港罕見的業主收購租客的交易。
2006年9月開始，新鴻基地產投資1億元全面翻新西田百貨，於同年12月完成超級市場及化粧品專區。2007年，更將三樓部份範圍納入為西田百貨一部份，原址於同年11月改建為無印良品分店及美食廣場。其餘舊有部份則進行改革形象及環境工程，包括貨場由日本名師設計，各部門均有獨特概念，並且將通道擴至2至3米，改善以往貨架擠迫及混亂的感覺。翻新西田百貨時，也提升了產品的檔次，包括在2007年9月曾經引入Francfranc日本家品店。（於2008年5月結業）
西田百貨也透過顧客層年輕化方法改善公司形象，例如在2007年6月增加一個合共400多方呎的BB餐廳及BB護理室及同年11月開設的美食廣場，成功吸引了19-25歲的年輕顧客。
2008年4月27日，西田百貨在經營18年後，易名為現時的一田百貨，經營路線仍以日式為主，並將加重日本貨品比例，包括年內引入日本清酒、藥品等新貨種，期望將主要顧客群伸延至中產階層人士。
2008年11月20日，一連5天舉行「一田購物優惠日」（舉辦「購物優惠日」為日本百貨業傳統，由前身西田百貨開始沿辦至今，一般於每年逢5月、11月舉辦），當時適逢金融海嘯，零售市場正面臨經營環境轉差，但優惠貨品卻吸引大批市民搶購，萬人空巷的場面成為香港多份報章頭版，一田營業額逆市大幅上升，亦成為業界一時佳話。
2010年12月20日，一田投資額達7,200萬元，於大埔超級城開設佔地87,150平方呎分店，以取代租約期滿的JUSCO大埔店。
一田於2011年9月25日進駐新蒲崗譽港灣商場Mikiki，開設19,600呎超市，投資逾2,700萬元。分為麵食區、零食街、有機食物、酒區及日本生果，特為譽港灣住客推出超市宅急便服務。店舖開幕當日，由中午12時至下午4時，入場人數已達到3萬人次，預計首日營業額比預期升60%。
2013年6月28日，一田百貨及超巿於荃灣廣場佔地85,600平方呎分店開業，原址為吉之島百貨部分樓面。
2013年7月16日，一田超市於V city開業。
2013年9月30日，一田超市於旺角MOKO新世紀廣場開業，2018年8月1日結業，並於2019年1月20日遷至5樓重新開業。
2014年9月25日，一田超市於觀塘apm開業，原址為吉之島超級市場。
2016年5月，新上任的一田署理行政總裁黃思麗透露，確定2017年將於港島，將軍澳東港城及葵芳開設三間新舖。
2017年2月12日，一田超市香港商業中心分店開業。
2017年7月14日，一田超市東港城分店開業，原址為Taste部分樓面。
2017年10月5日，一田超市YOHO MALL 形點分店開業。
2018年1月26日，一田超市新都會廣場分店開業，原址為Taste部分樓面。
2019年11月5日，一田超市北角匯分店開業。
2022年12月，一田Pop up上水廣場分店開業。

## 分店
現時一田的分店都開設在母公司新鴻基地產旗下物業，而全數一田百貨店皆位於新界，一田超市則分別在母公司各區商場。

### 百貨

#### 沙田店

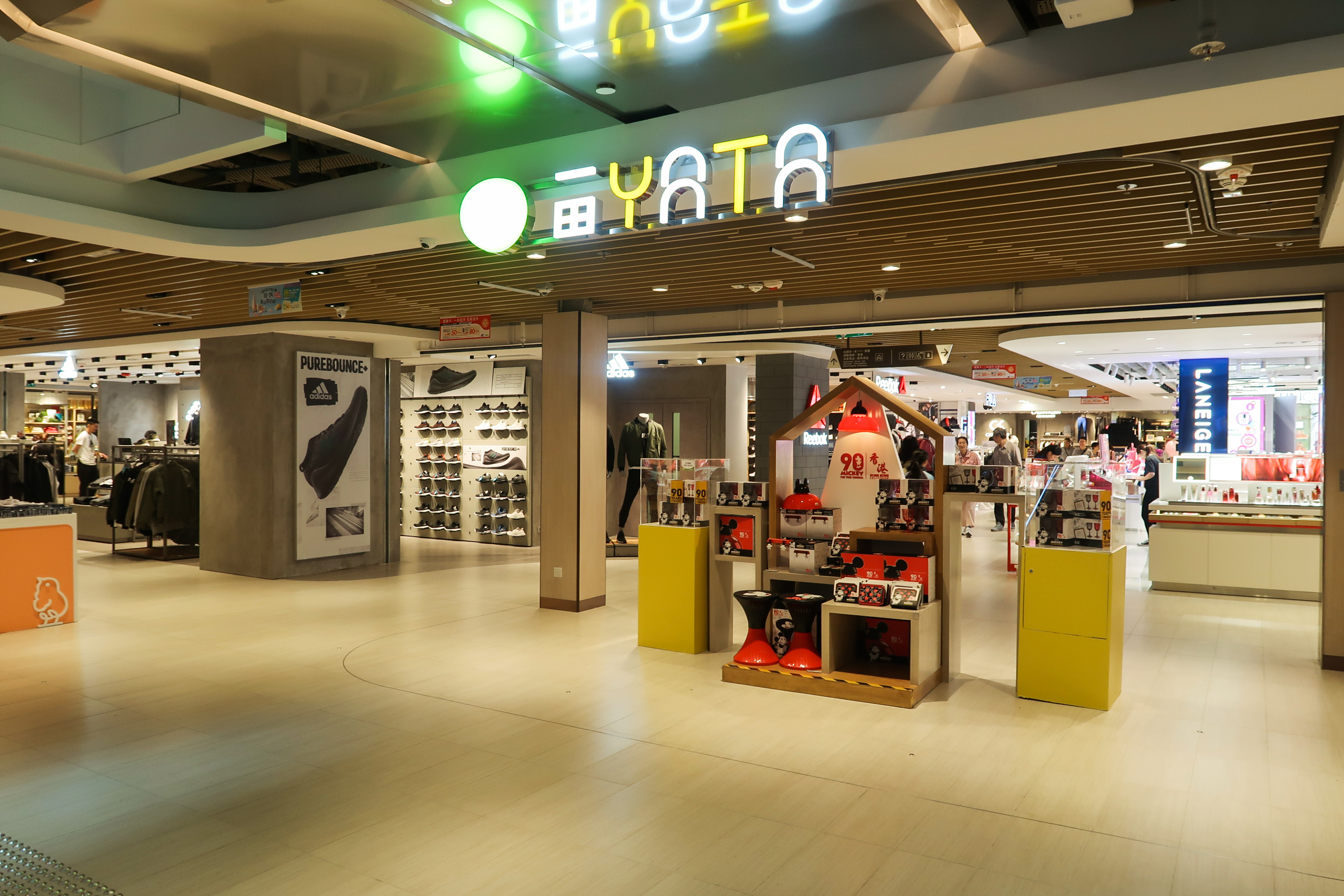
沙田店入口（2018年）

沙田店於1990年11月開業，位於新城市廣場第三期2樓全層及3樓部份範圍，面積約18萬呎，繼承原有的西田百貨。2017年3月開始裝修，而為了配合商場作大型翻新工程，2017年11月26日起該店全面關閉，裝修後遷至1樓和2樓部分範圍，店舖面積約13萬呎。位於1樓佔地94,939平方呎的超市和部分百貨範圍於2018年10月24日中午重新開幕，設四大主題專區「#Beauty+」、「#Fashion+」、「#Sport+」、「#Food+」，並加入遙距點餐服務、自助收銀機和影像行銷等服務。但美食廣場面積縮細。第二階段工程於2019年12月7日完成，設行李部、床品部、內衣部、嬰兒用品、童裝、玩具部等。
沙田店曾引入日本100圓店品牌Watts。Watts沙田店為香港首間分店。
2024年1月，該店再進行翻新，並縮減店面面積。

##### 第一次翻新後

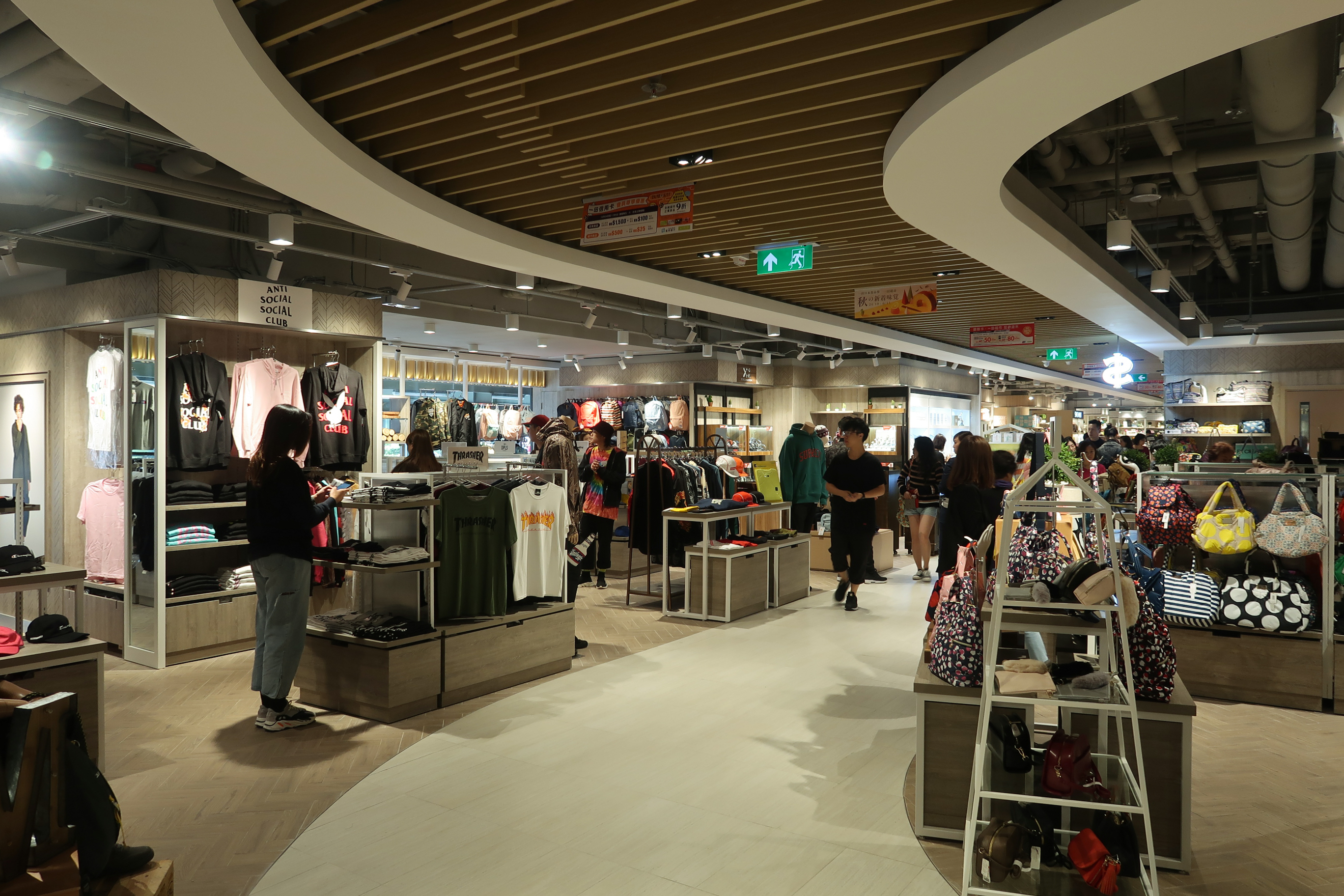
服飾區
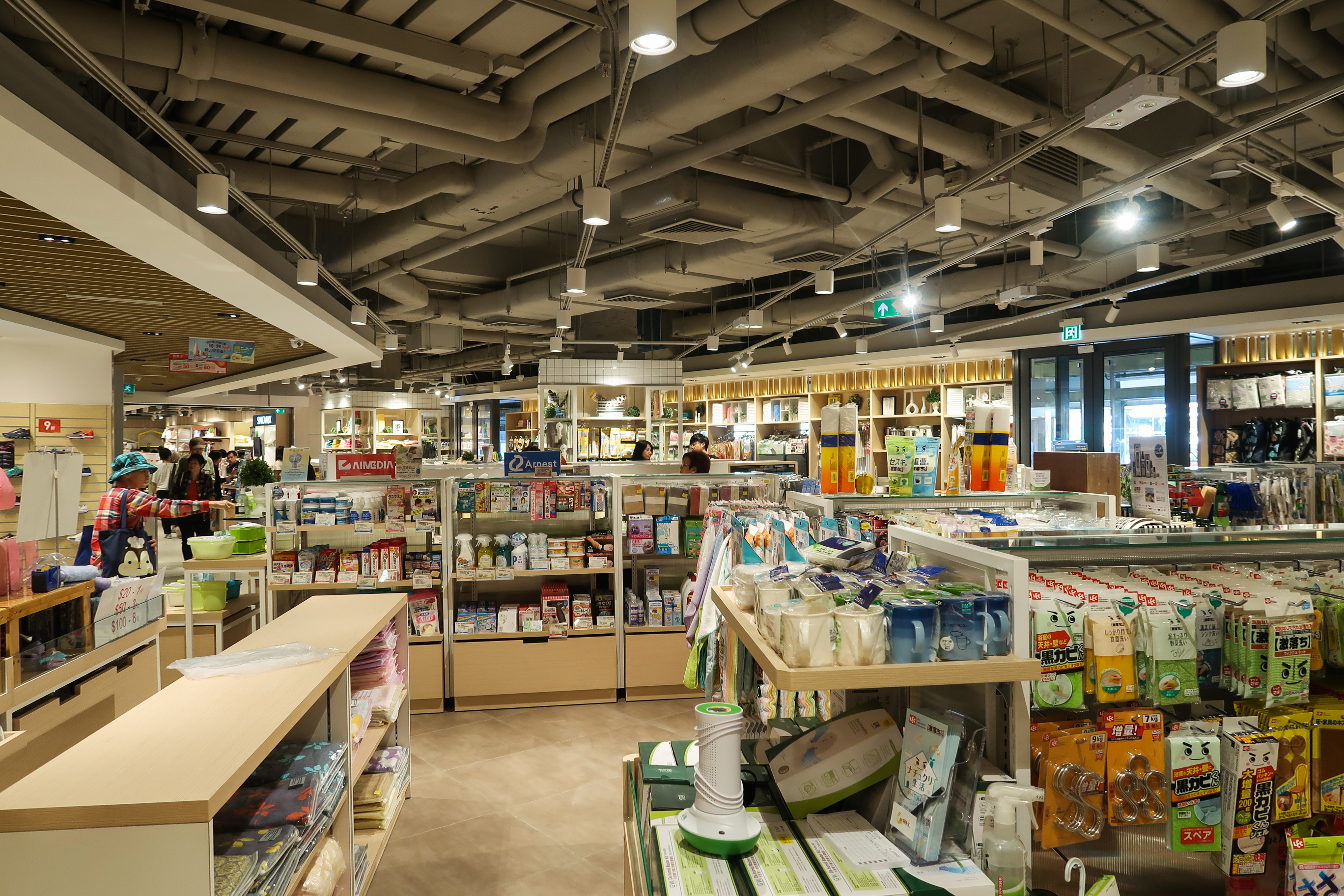
家具專區
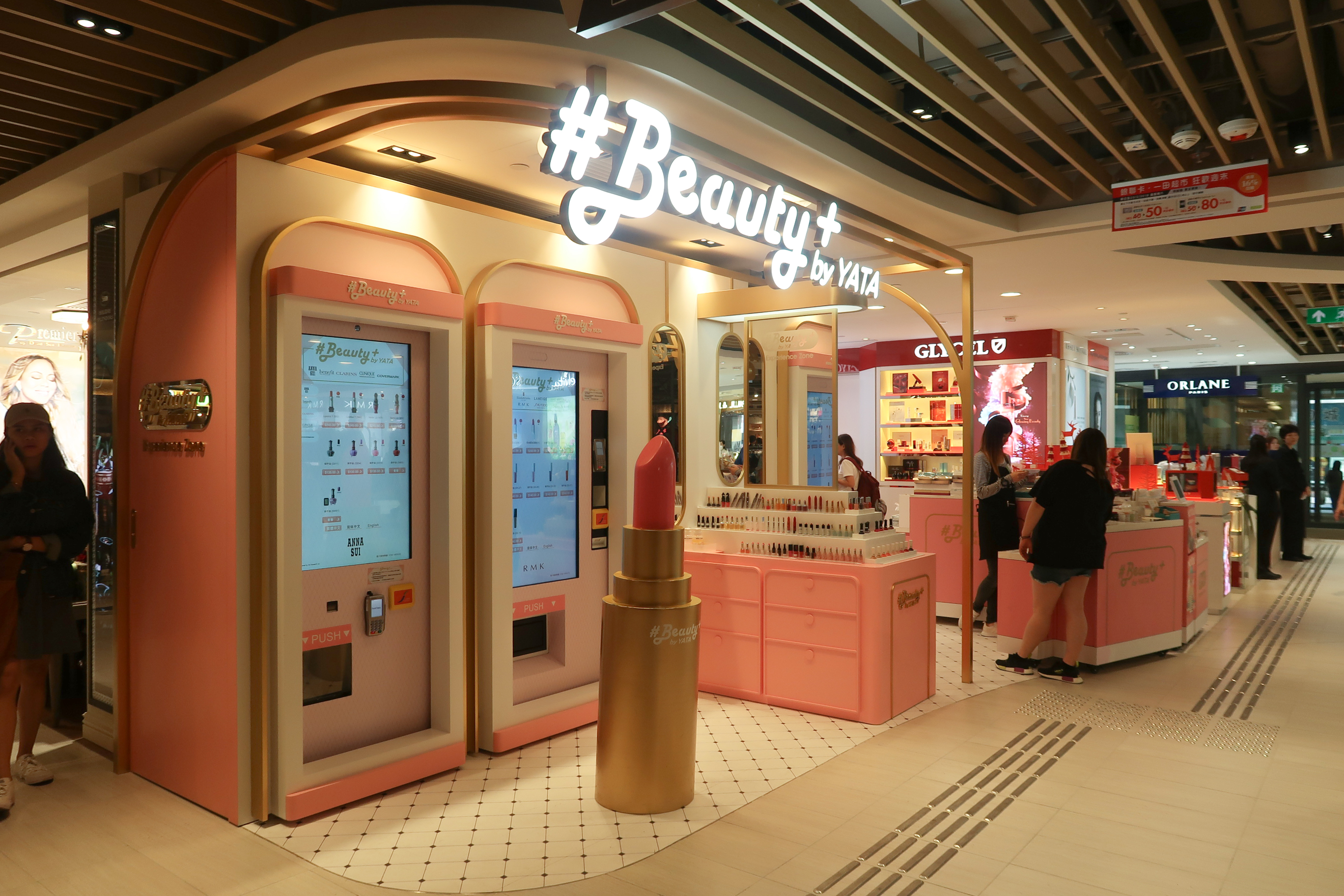
無人彩妝專區
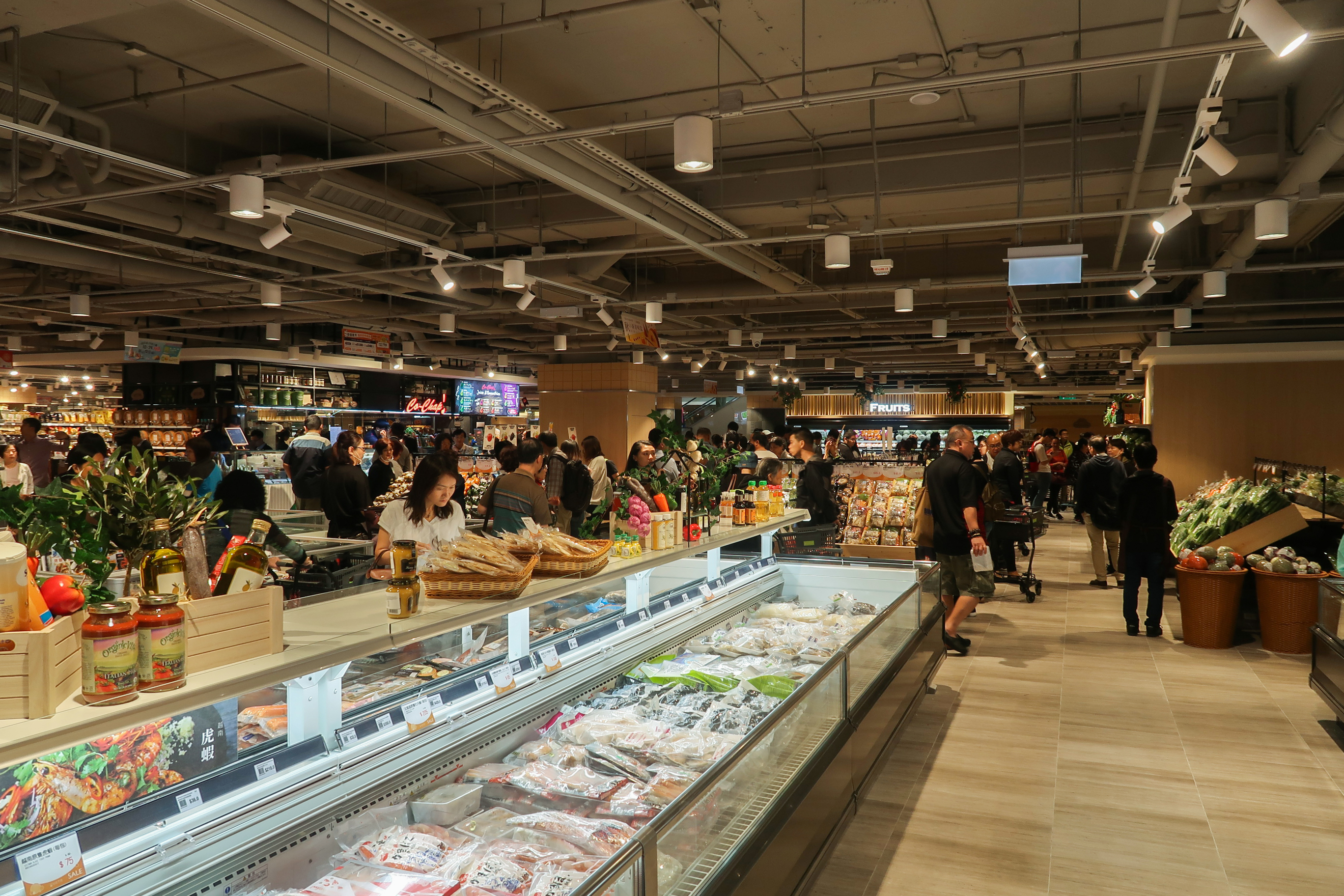
超級市場
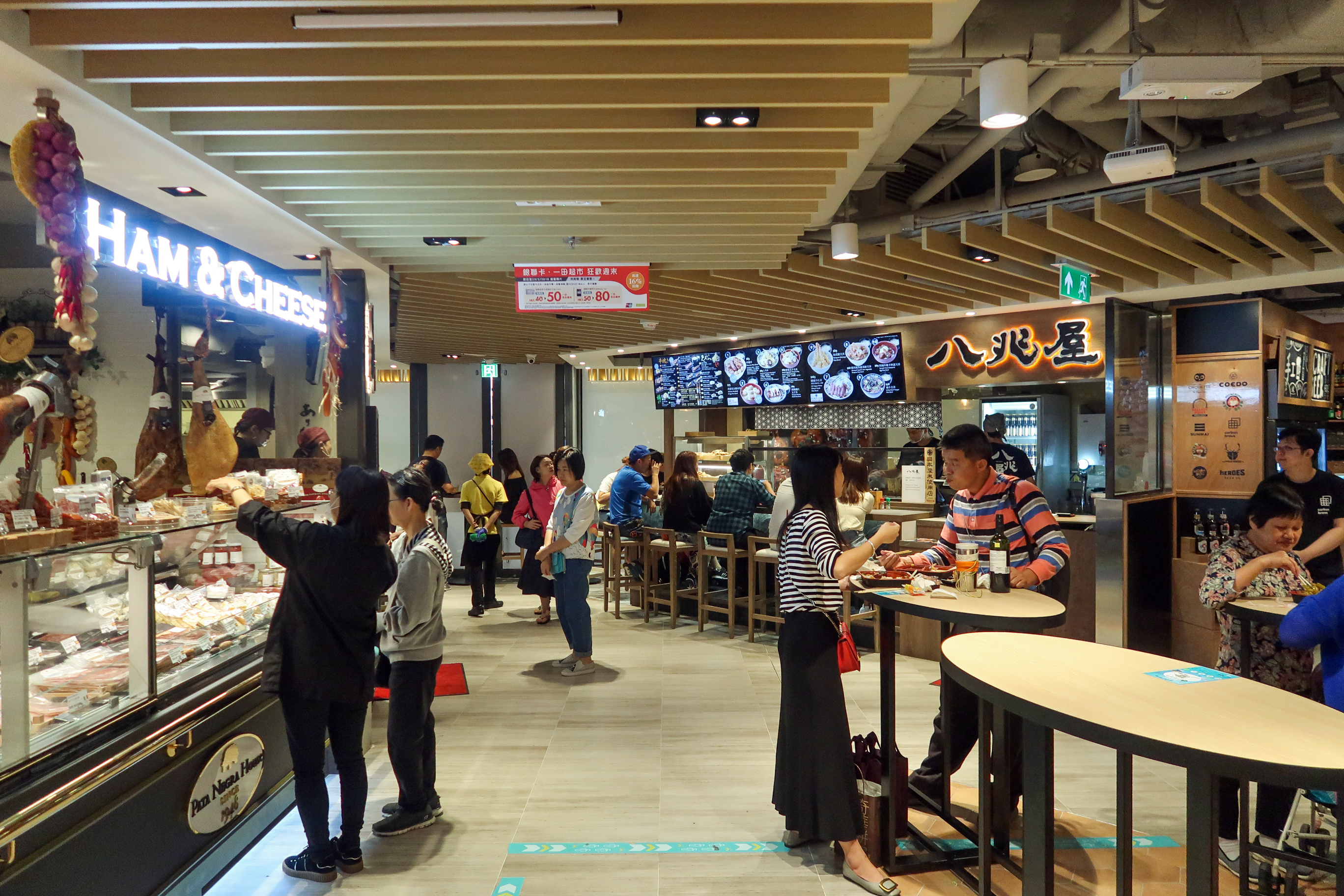
美食區

##### 翻新前

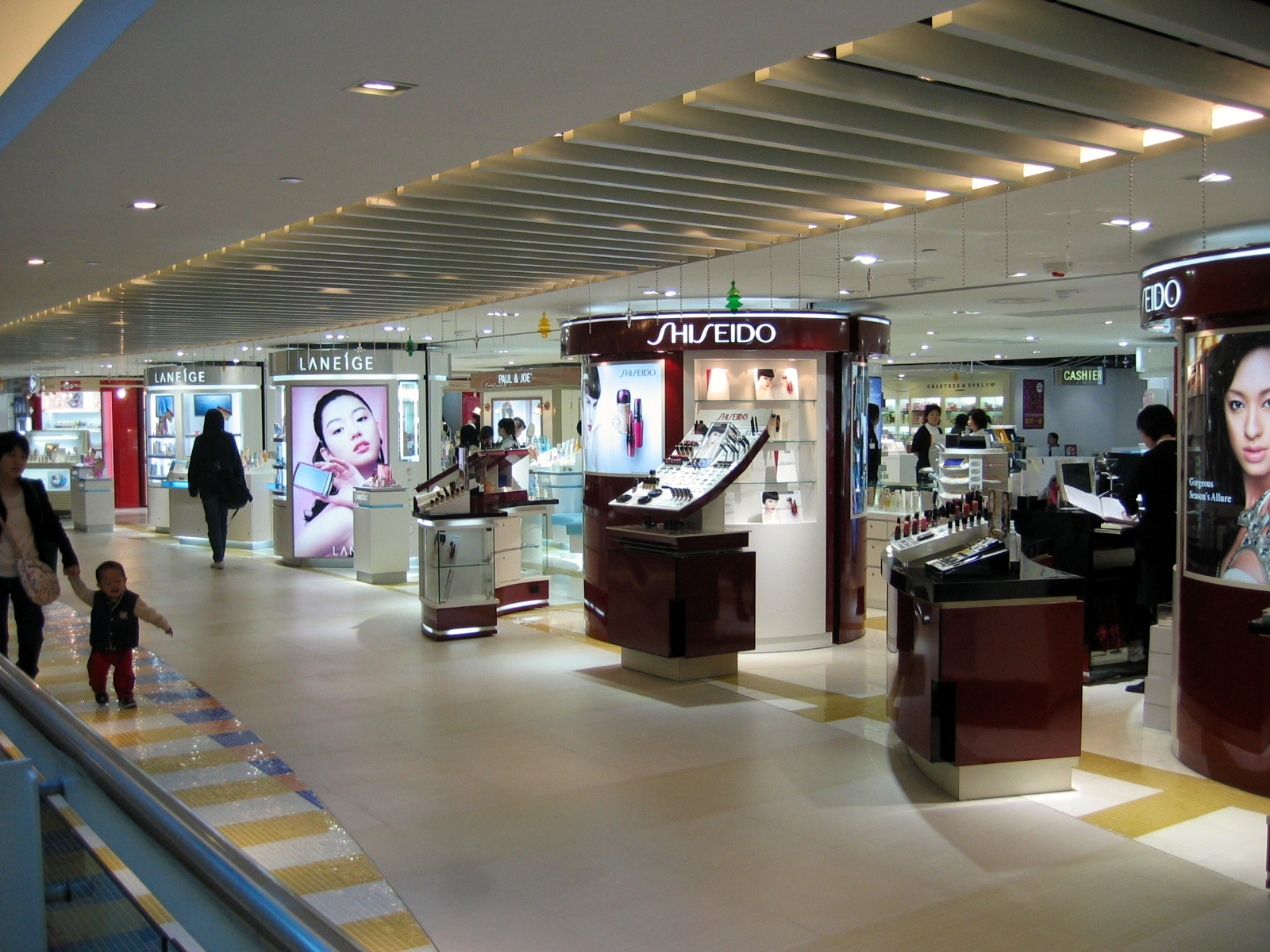
翻新前2樓化粧品專區（2006年）
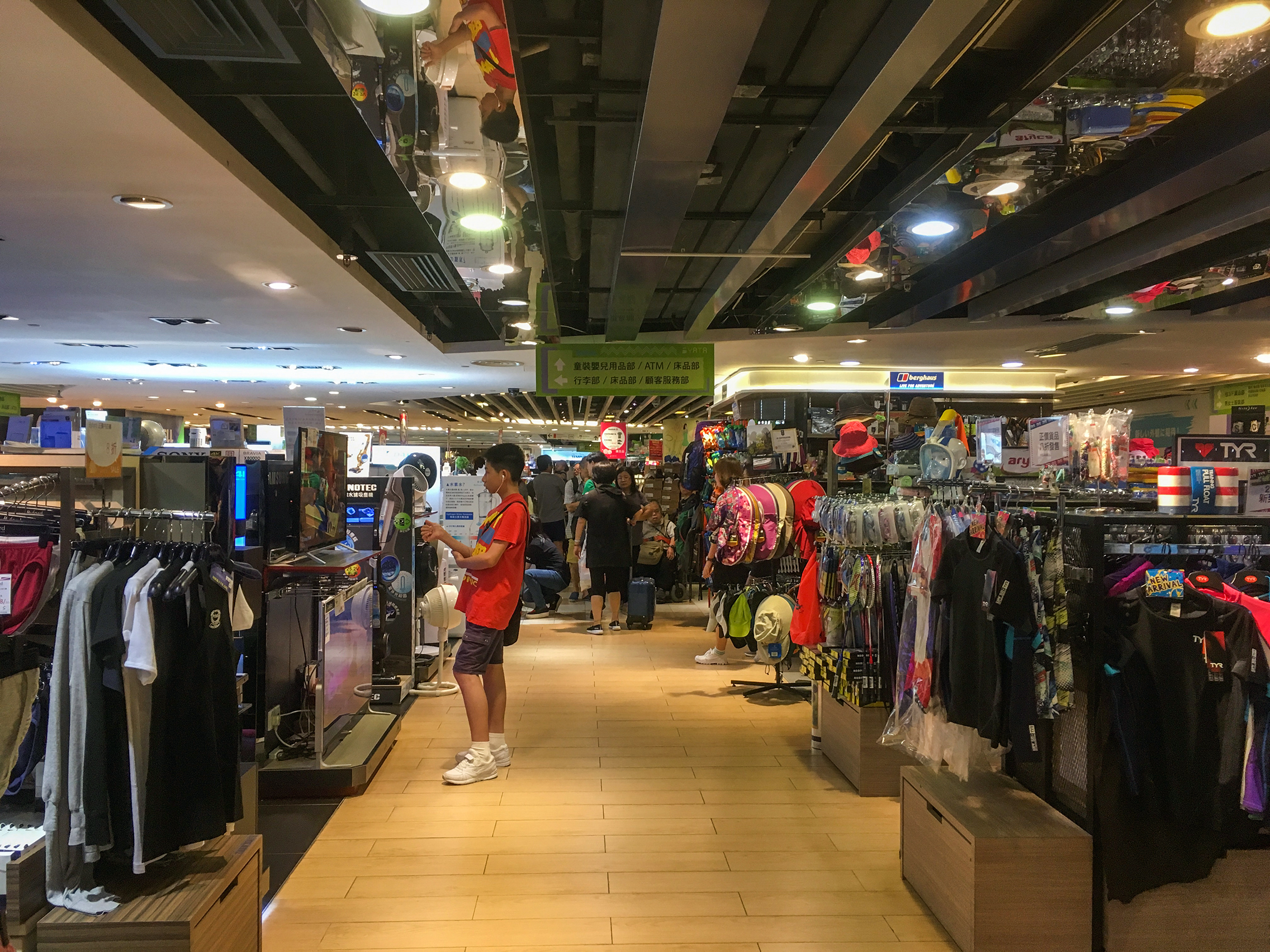
翻新前2樓運動服裝專區（2017年）
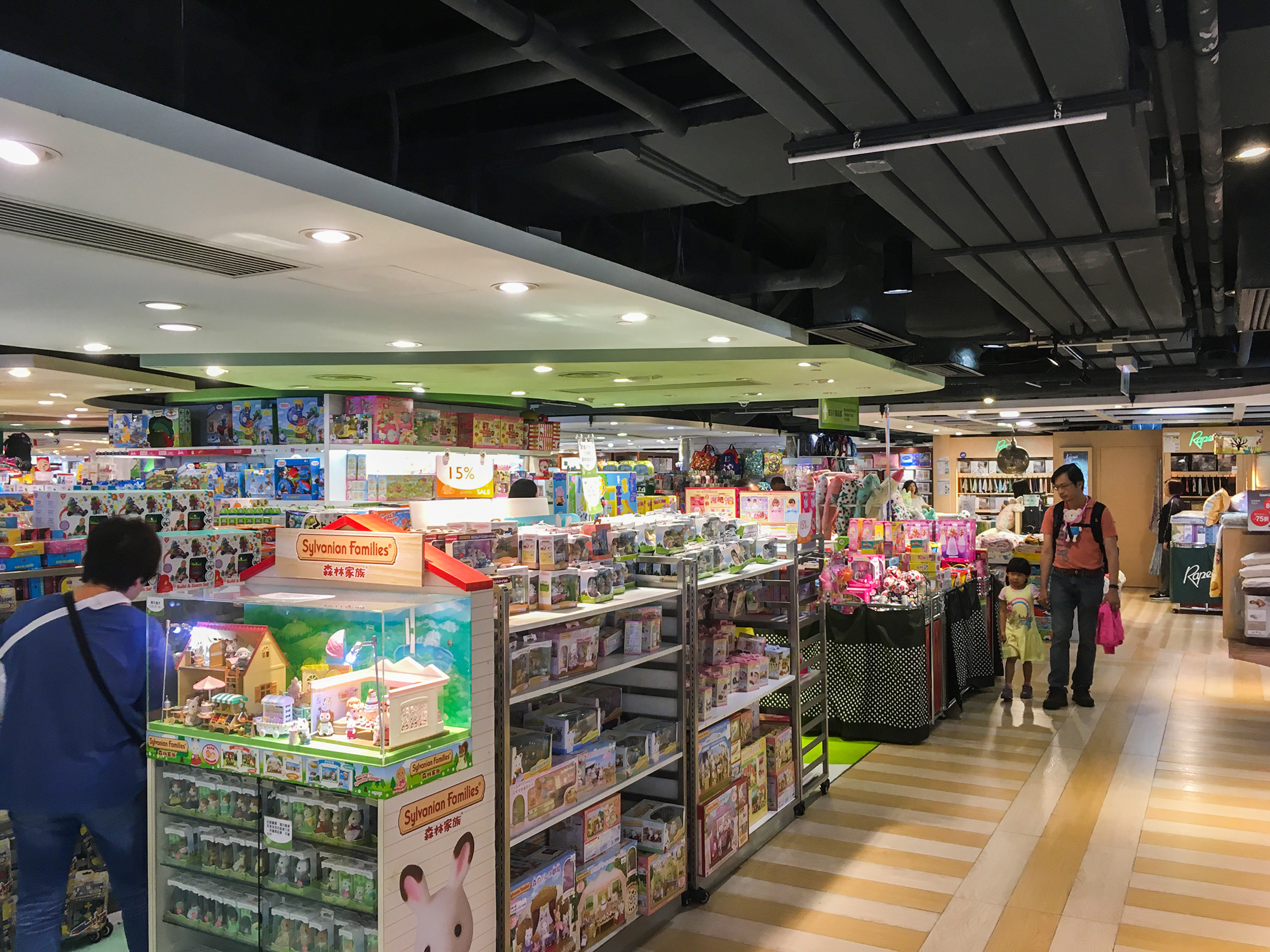
翻新前2樓兒童部（2017年）
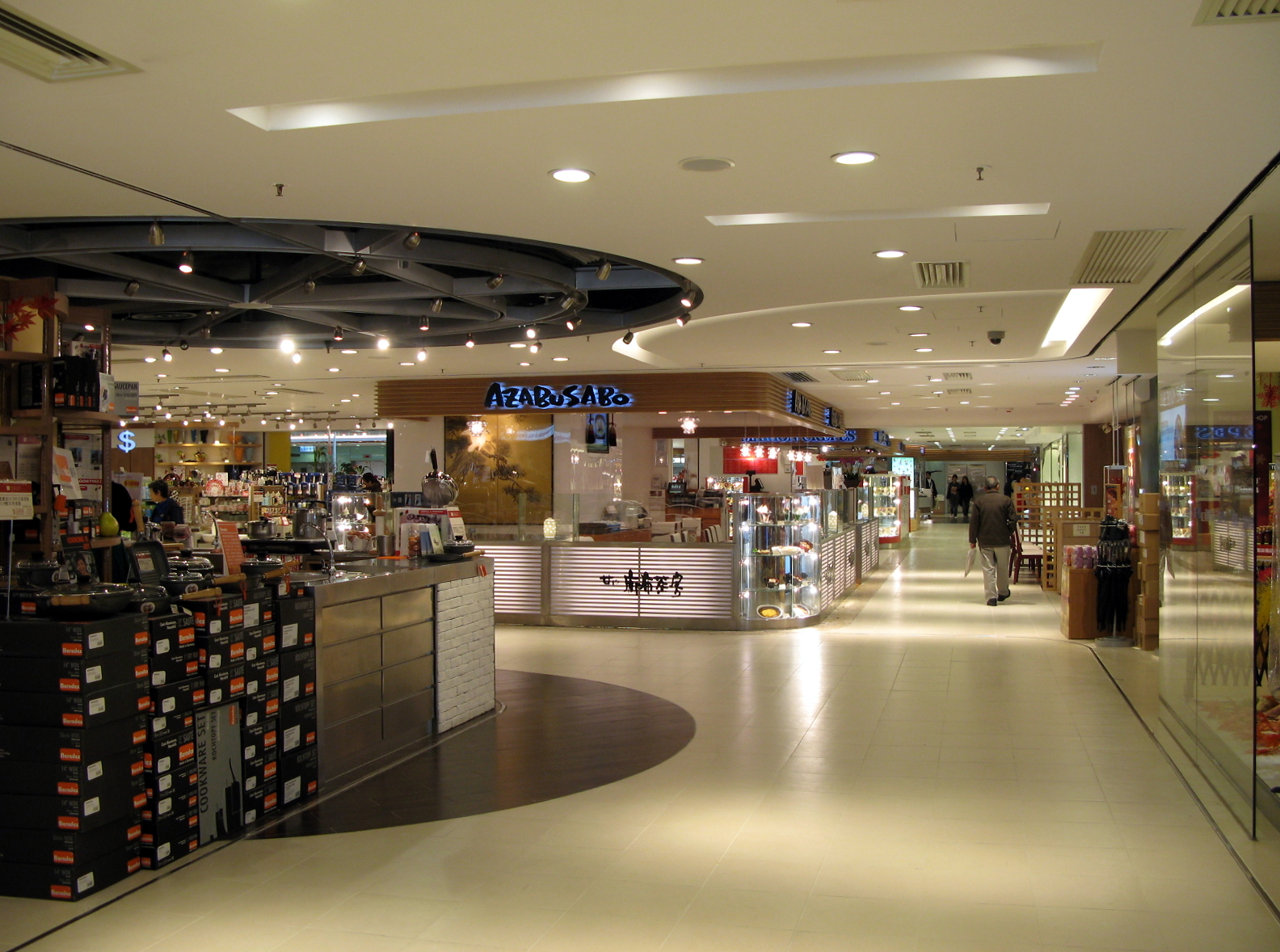
翻新前3樓家具專區（2007年）
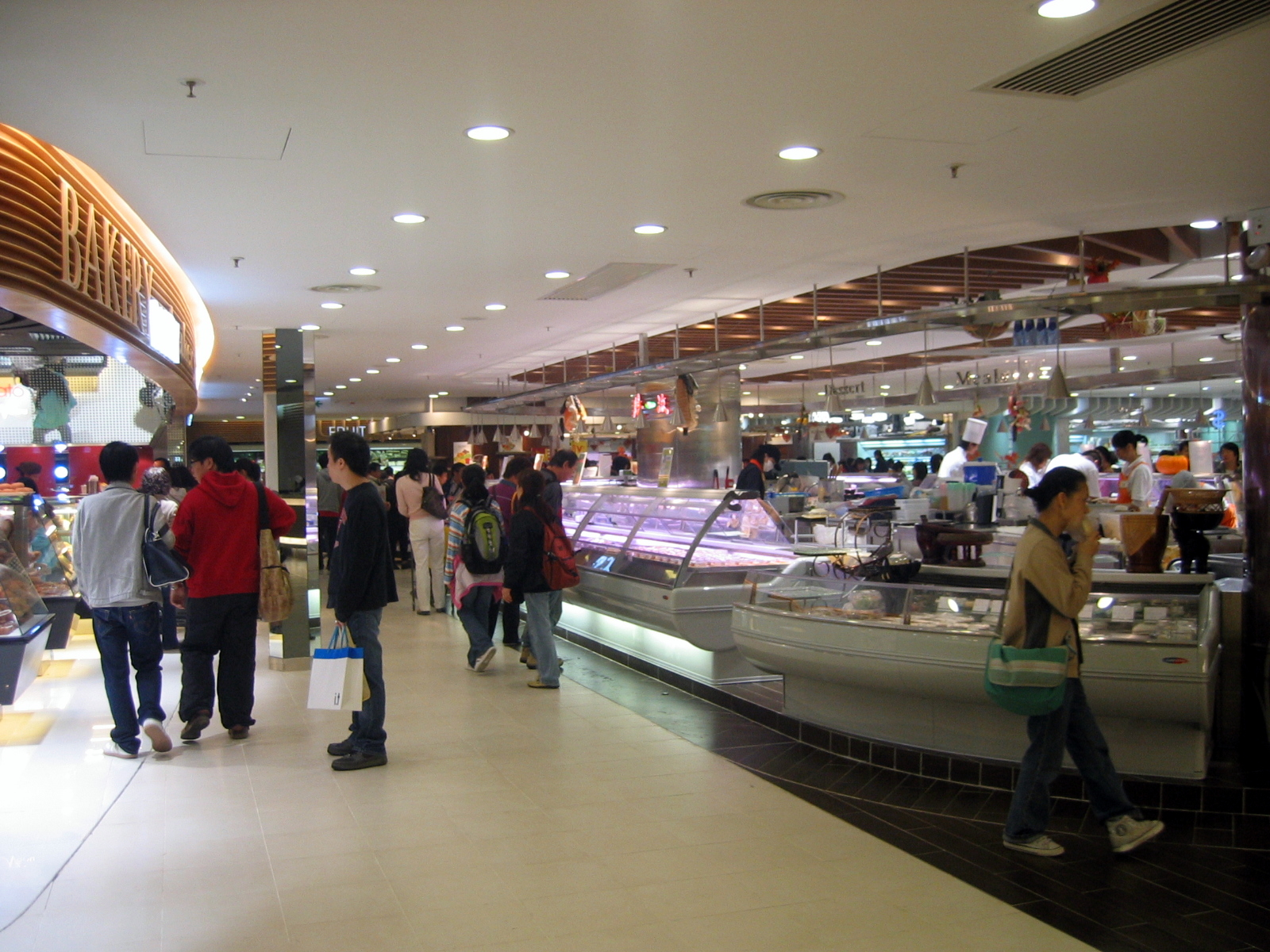
翻新前3樓超級市場（2007年）

#### 大埔店

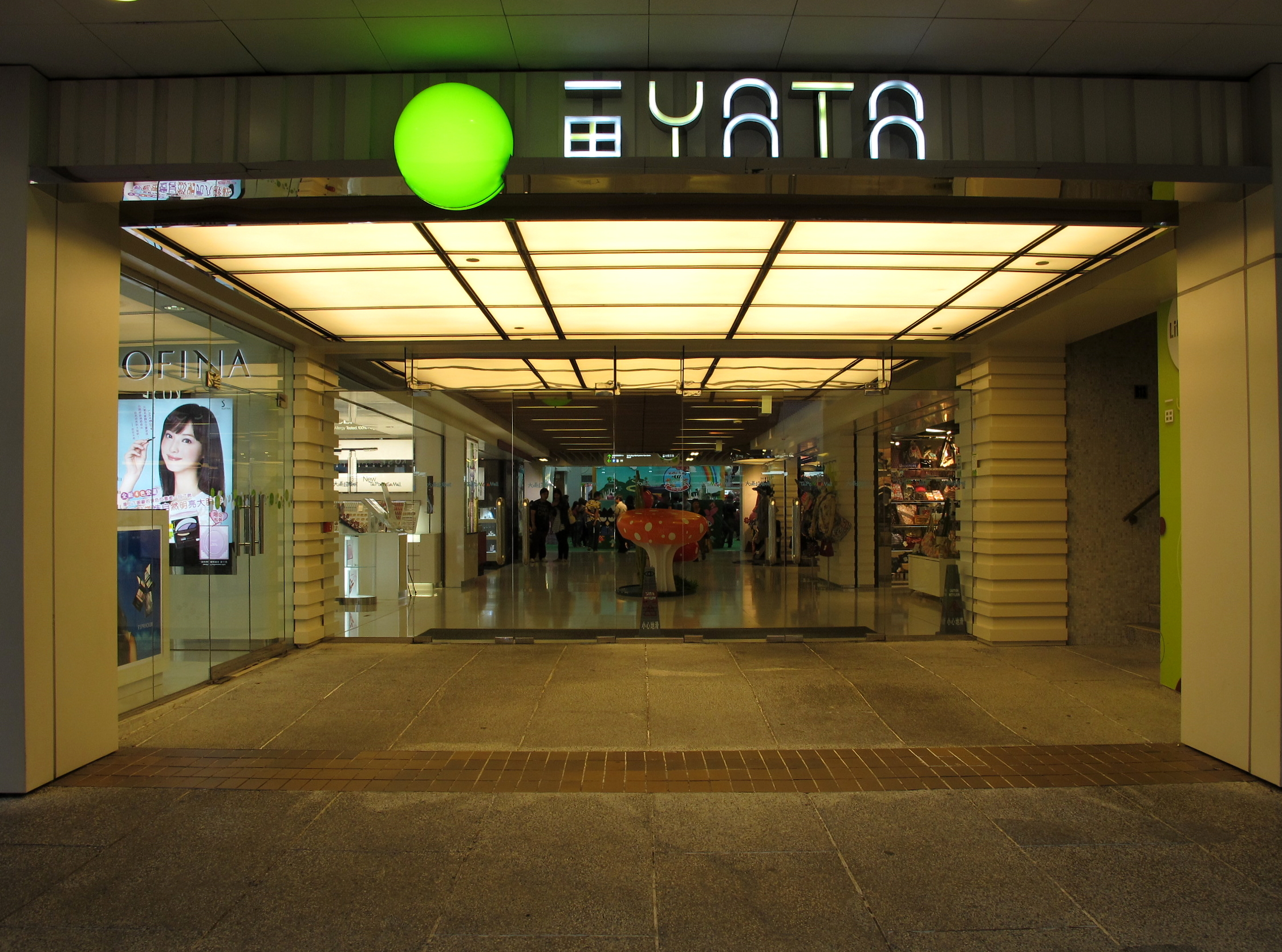
大埔超級城一田百貨入口

大埔店位於大埔超級城B區1及2樓部份範圍，佔地87,150平方呎，原址為JUSCO大埔店。首階段於2010年12月20日開幕，並繼承JUSCO原有之日式超級市場、化裝品、女裝、女士飾物及內衣、皮鞋手袋、部份男士服飾等。第二期的「生活用品區」於2011年3月開業，取代舊有之吉之島美食廣場。一田引入的品牌當中，3成為首次進駐新界北，包括多個高級廚具品牌WMF、Fissler、WOLL等，並加設BB奶咀及餵食配件專區，以及人氣卡通喼專區等。
2021年，地下部分空間交還予母公司，以開設壽司郎。2024年2月，地下大部分部分交還予母公司，以開設松本清，已在2024年5月30日開業。

#### 荃灣店

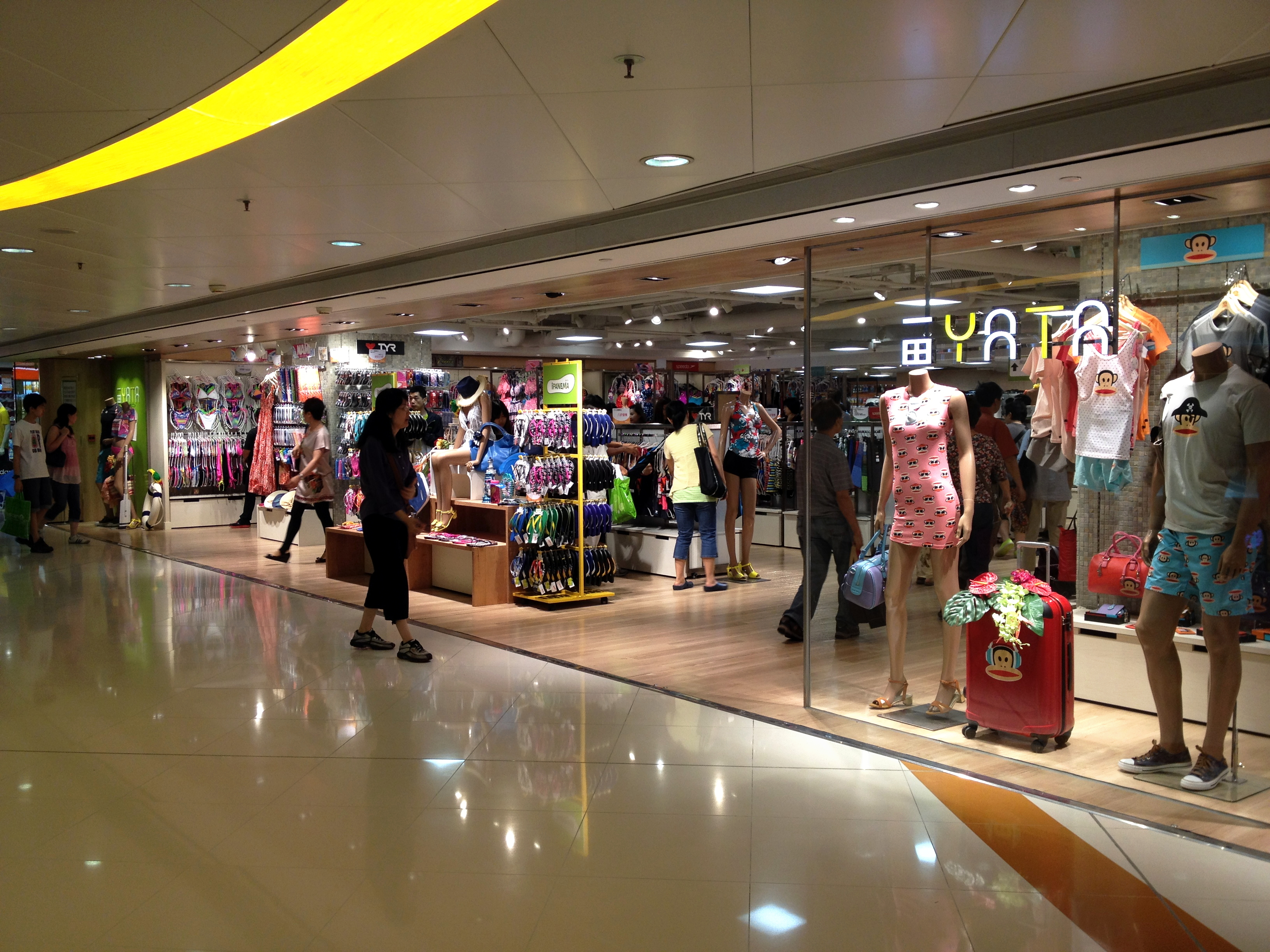
荃灣廣場一田百貨3樓入口

荃灣店位於荃灣廣場2至4樓部份範圍，佔地85,600平方呎，於2013年6月28日開業，原址為JUSCO荃灣店部分樓層。分店設有百貨業務、超級市場和食肆，與沙田和大埔分店的安排相若，樓面有86,000平方呎，相較沙田分店樓面173,000平方呎為小，合共聘請約240名員工。該店裝潢以Greenery設計概念為主調，設有20米長的Greenery Corridor，推廣「Green Shopping, Green Living」的生活主題，將自然融入生活。其中以精品超市和女士扮靚專區為全店重點，超市首設Fresh Veggie Lab，置有水耕菜牆，演繹新一代無污染水耕菜種植過程。而店內亦設有5間和味食肆，其中3間為首次來港開店，包括北海道拉麵店Mutsumiya睦美屋、傳統麵包店Ryoyu（糧友），以及日本築地海產首次開設的「魚屋」。
到2020年，2樓範圍不再續租。而3樓在2021年11月完成翻新後面積亦屬缩減，原本的玩具部、嬰兒部、床品部、泳裝部，以及一田12蚊店「Watts」取消，改為齊集化妝及女士內衣品牌的女士專區、提供運動戶外用品及行李用品的優閒生活區、床品和家電的寫意家居及童嬰專區。

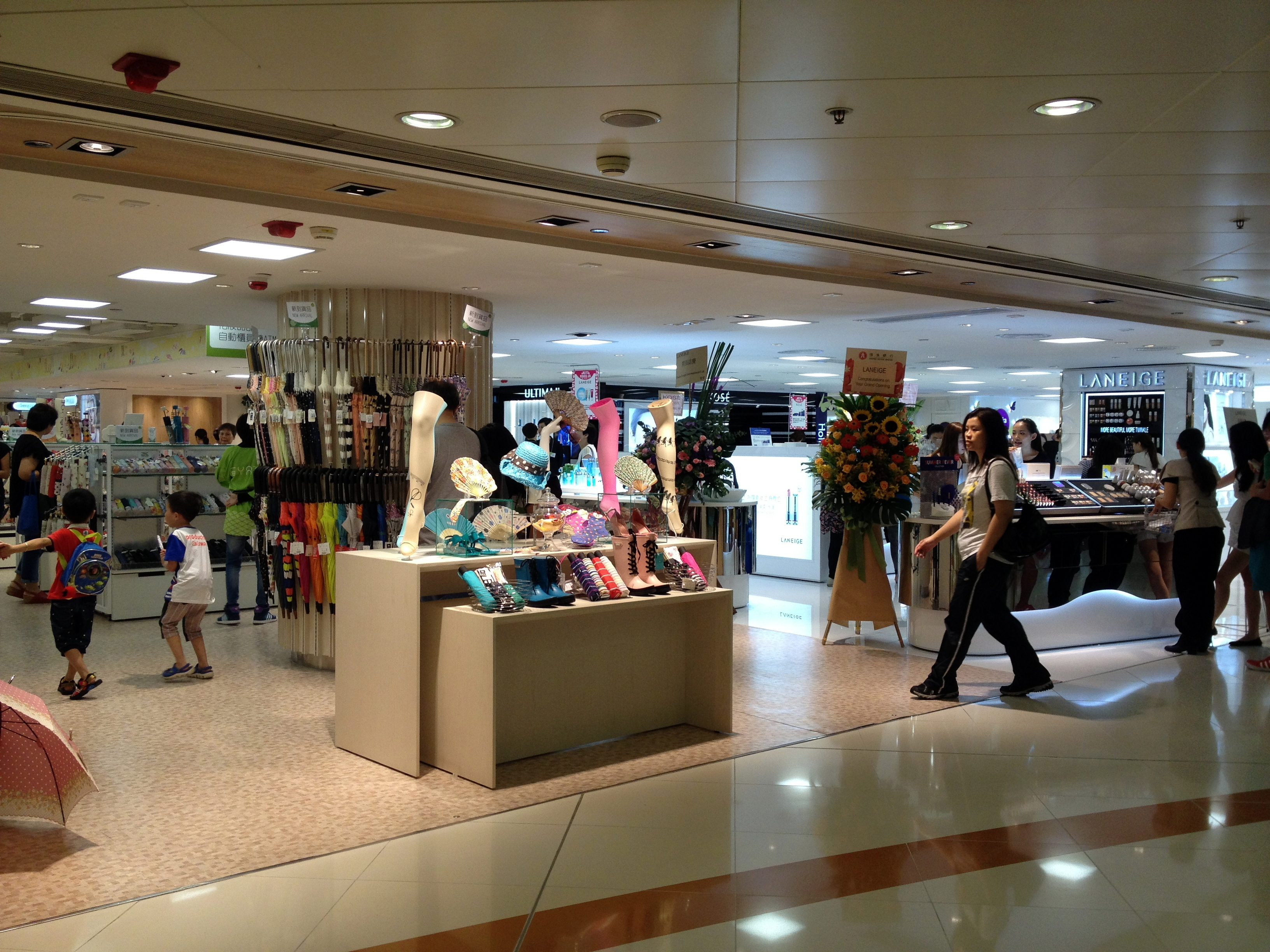
2樓入口
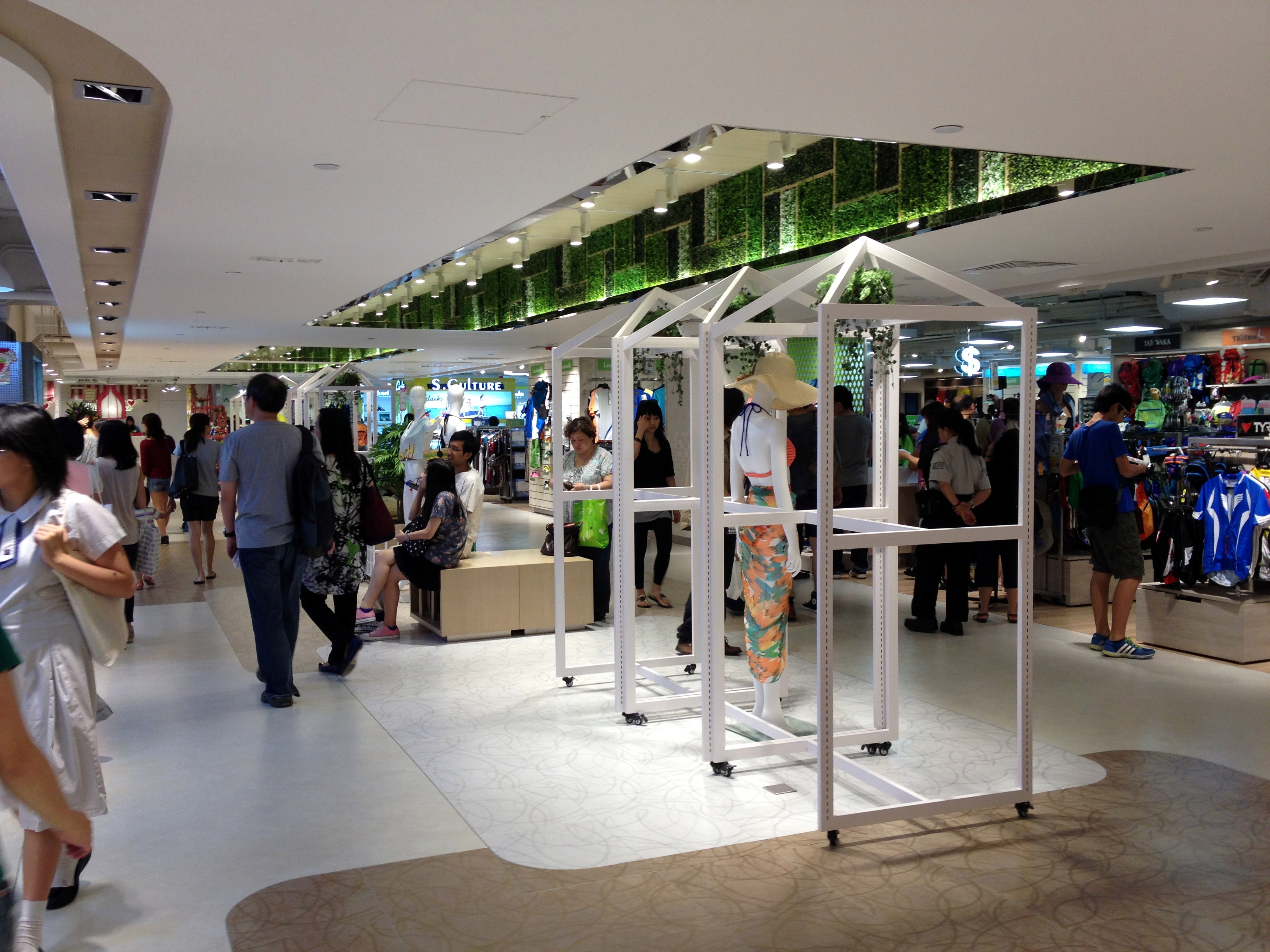
3樓運動時裝
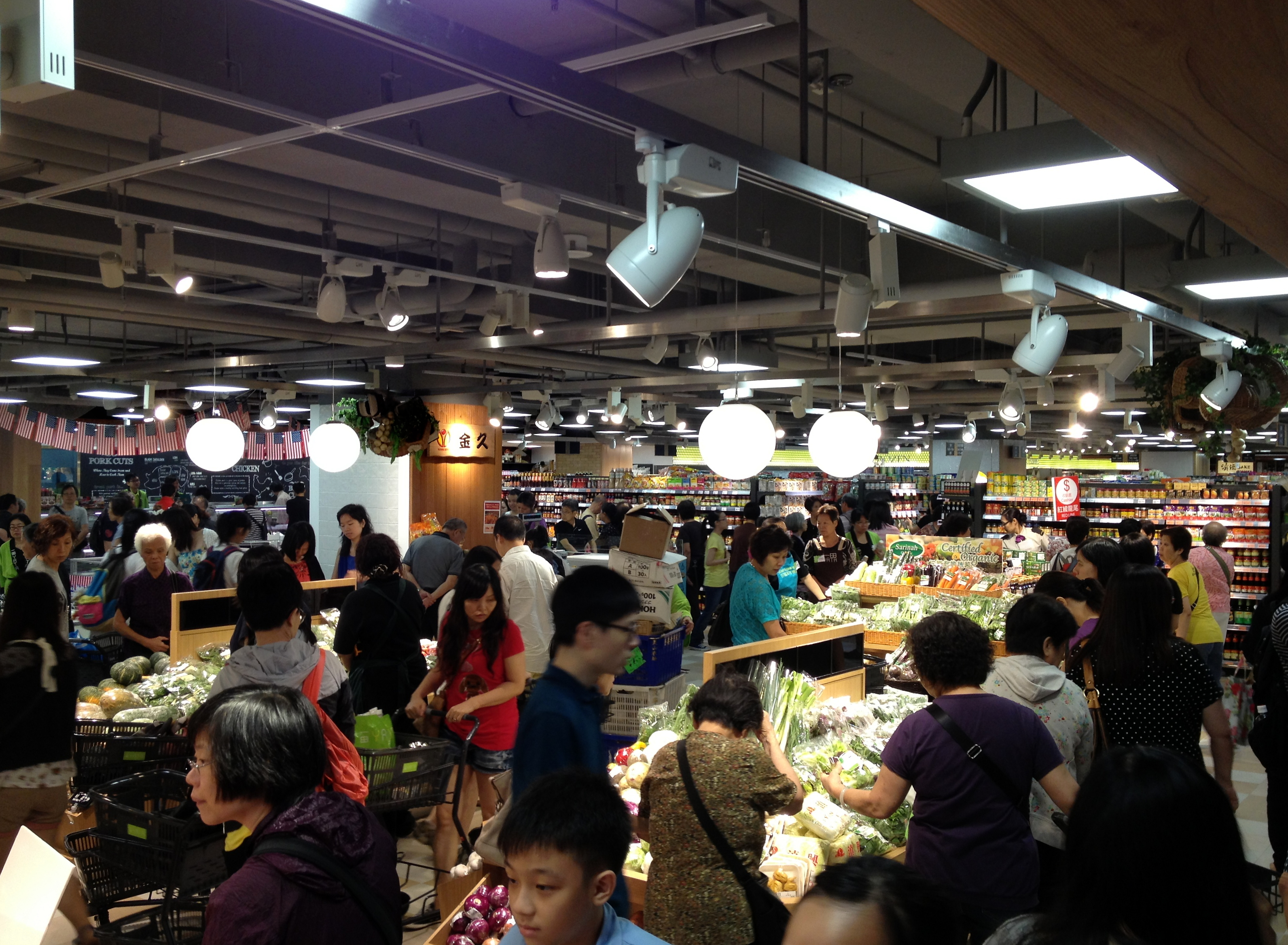
4樓超級市場
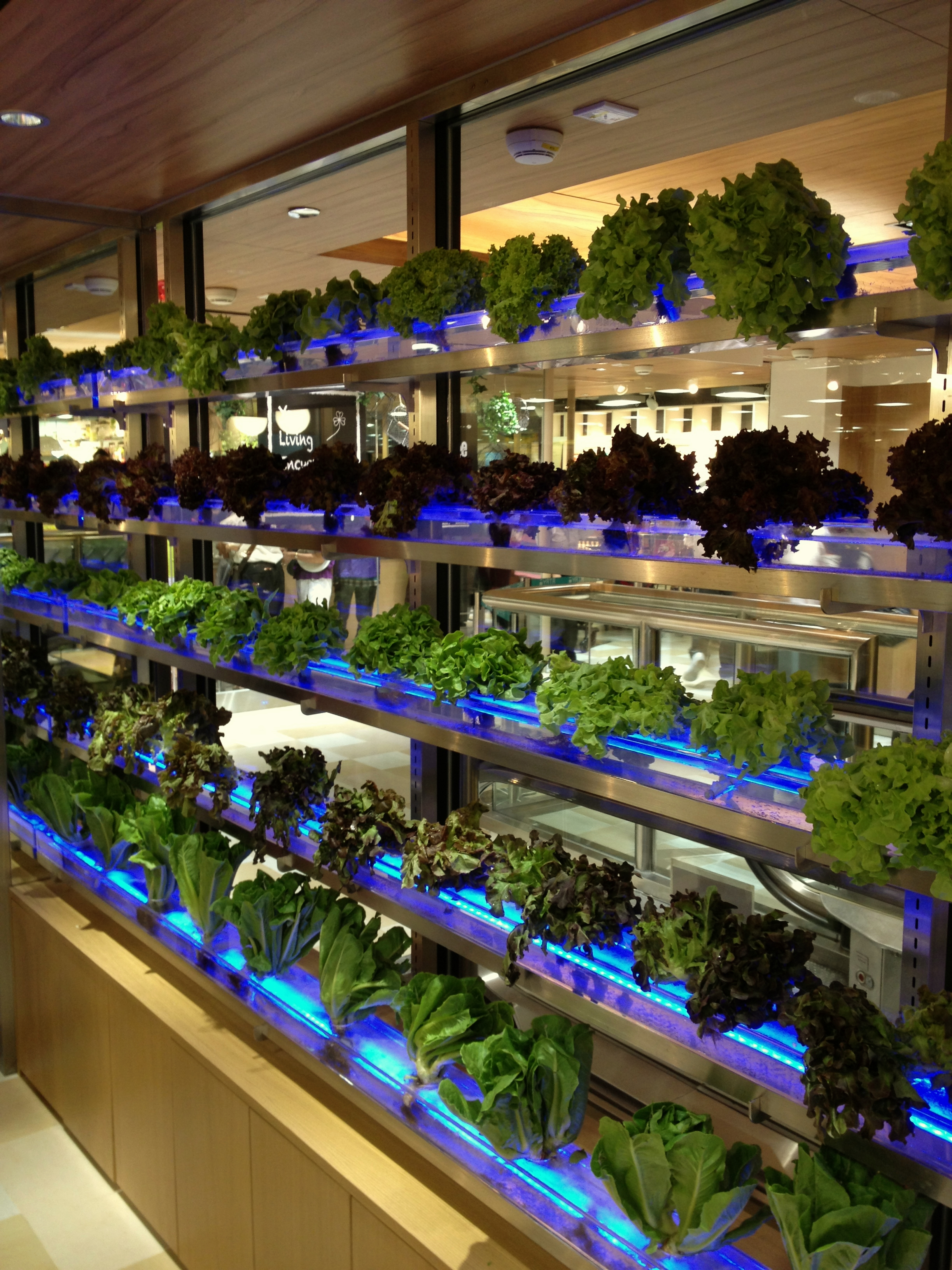
超級市場內的水耕菜牆

### 超市

#### 新蒲崗店

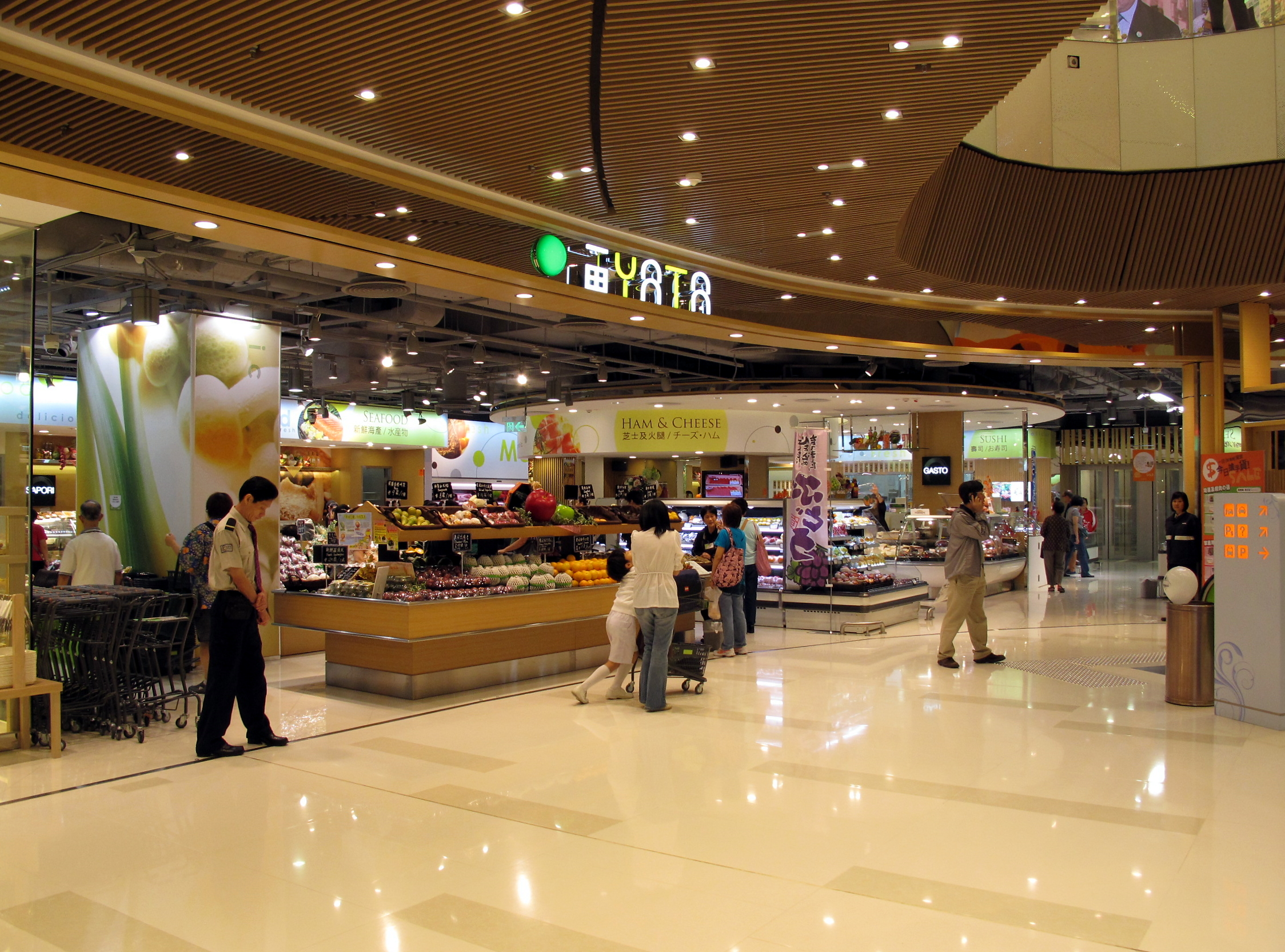
新蒲崗Mikiki超級市場

新蒲崗店位於MikikiB1層，佔地19,608平方呎，於2011年9月25日開幕，為超級市場。

#### 屯門V City店

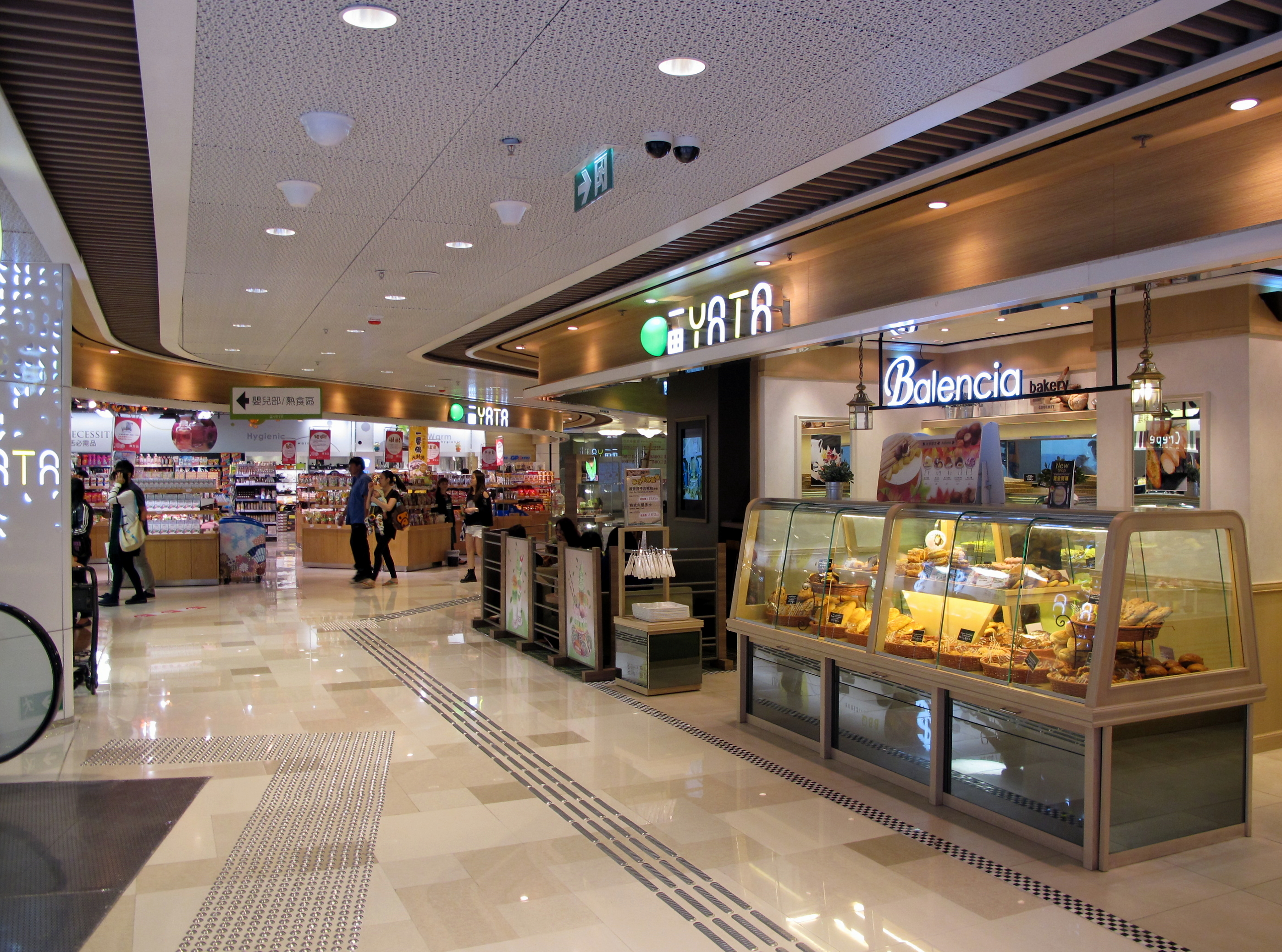
屯門V city一田超級市場

屯門店位於V city地下，佔地2.5萬平方呎，原預計2013年5月開業，最終延遲至7月16日才開業，為嬰兒主題超市。一田百貨前常務董事莊偉忠表示，除超級市場外，該店針對屯門區的年輕夫婦及內地客，並增設YATA Baby Town嬰兒用品專區，提供嬰兒家具以至護理用品。超市麵包店部份為英王麵包店（已結業），此外還有燒烤屋、京都抹茶屋及熟食檔。為針對屯門大有潛力成為新界西交通樞紐，故該店亦特設供市民預訂產品e-catalog。
此外，公司與新地合作為瓏門住戶提供各種優惠及服務，包括首3個月獲9折至95折的購物折扣、一小時內運送上門的「宅急便服務」等。另外，一田百貨於瓏門入伙首年內，將定期於項目會所舉辦各種星級生活品味班，邀請不同名廚名人教授住客品味美食及美酒等。
2024年，該店進行翻新工程。

#### 旺角店

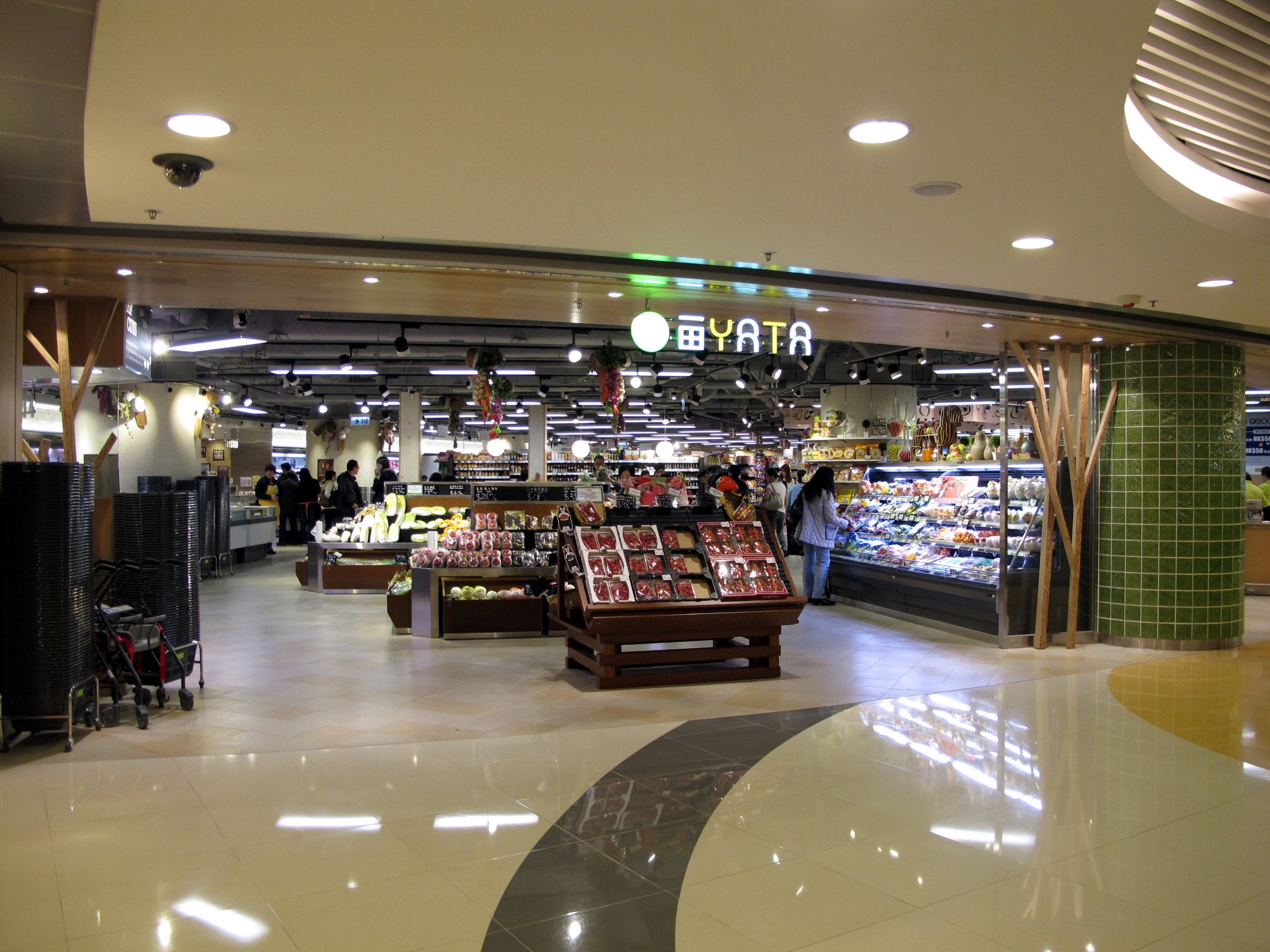
旺角MOKO新世紀廣場分店，當時位於商場3樓。

旺角店曾位於MOKO新世紀廣場3樓，佔地12,227方呎，於2013年9月30日開幕，為嬰兒主題超市。2018年8月1日結業，到2019年1月20日遷至5樓。新店較原店大55%，佔地18,995平方呎，首度設鐵板燒「Grill+」和結合了超市和食肆兩大元素的主題區。

#### 觀塘店

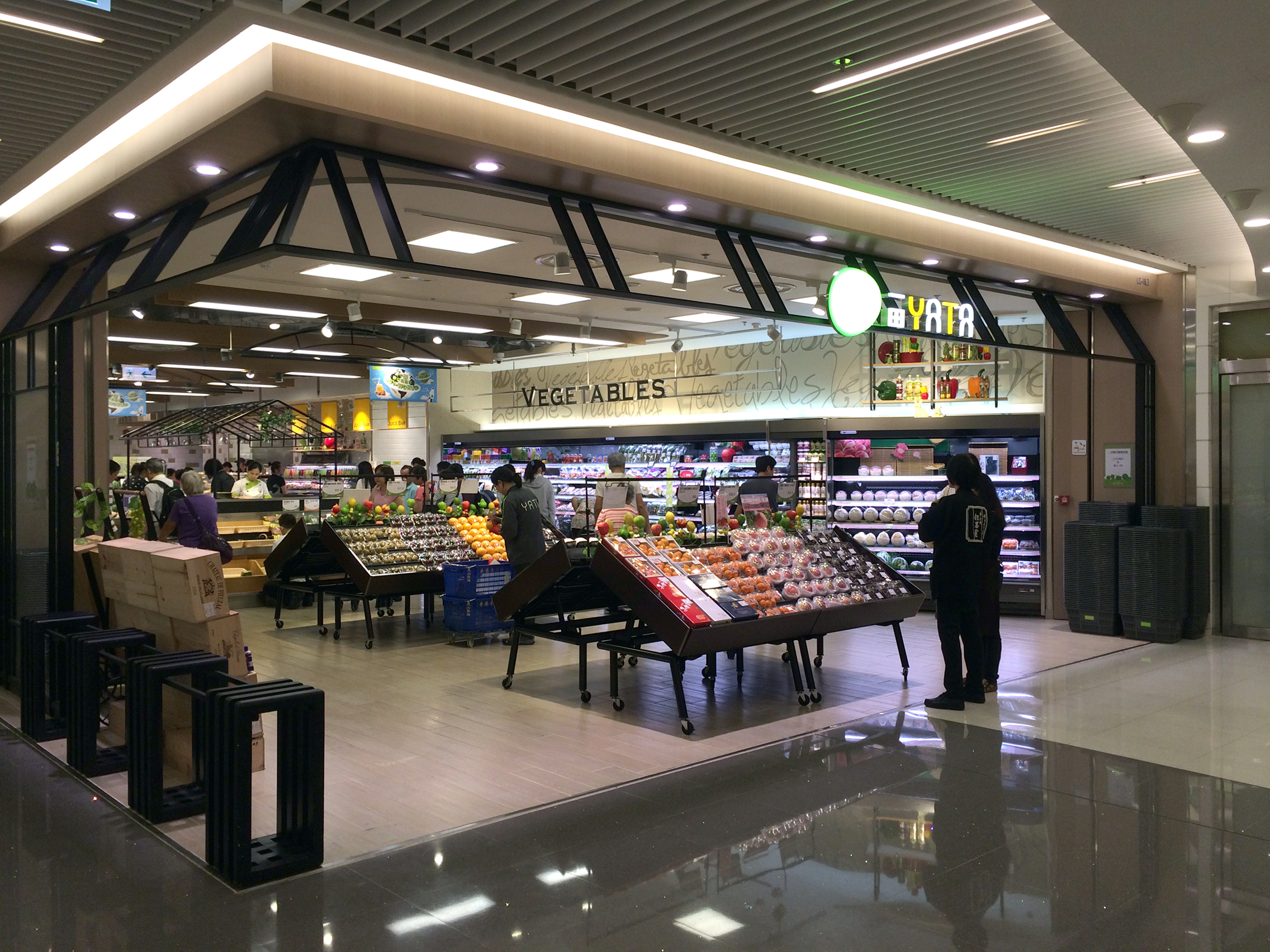
觀塘apm分店

觀塘店位於apmLG層，佔地3.2萬方呎，於2014年9月25日開幕，為超級市場，前身為AEON超級市場。

#### 西環店
位於石塘咀香港商業中心地下及1樓，佔地約10,000方呎，於2017年2月12日開幕，當時為全球首間以Hello Kitty為主題的超級市場（該主題只為期間限定），為最小的分店。
後來由於1樓的其他店舖結業，此店2021年2月7日起由擴充至地下原有部份及1樓全層，新增佔地5,224平方呎，除新增品項外，並將原先在地下的零食部門搬到1樓繼續營業。

#### 將軍澳店
將軍澳店位於東港城L2層，佔地約32,154方呎，於2017年7月14日試業，並於7月24日正式開幕，為超級市場，前身為Taste，但舖面面積僅及之前Taste的二分之一。該店引入3大話題の超市Bar、5大甜點專櫃，並提供熊本縣農畜產物及熊本熊食品引進。

#### 元朗店
元朗店位於YOHO MALL 形點L1層，佔地約21,000方呎，於2017年10月5日開幕，為超級市場，亦提供少量家品和設小型美食廣場。

#### 葵芳店
葵芳店位於新都會廣場L4層，佔地約15,000方呎，於2018年1月26日開幕，為超級市場，投資額達3,200萬元。主打高級和洋食材、以及特設健康主題專區。另設2間餐廳，包括日式串炸料理屋「貴鳥」及英王麵包店。該店前身為Taste。

#### 北角店
北角店位於北角匯B1層，佔地約29,000方呎，於2019年11月5日開幕。

#### 屯門NOVO Walk店
屯門NOVO Walk店位於屯門第54區欣寶路8號NOVO LAND基座商場NOVO Walk内，名為每日一田Yataday，佔地約4,000方呎，於2024年5月10日開幕。

#### 白石角店
白石角店位於大埔區白石角優景里SILICON HILL商舖Silicon Lane內，名為每日一田Yataday，面積約為4,700平方呎，為三家分店之中最大。該分店已於2024年6月14日開業。

### 便利店（已轉型或結業）

#### 小瀝源店
一田於小瀝源帝逸酒店地下開設便利店KONBINI便利ストア by YATA，佔地約3700平方呎，於2020年9月6日上午10時開業。開業初期便利店佈置成「蛋之樂園」。該店已於2023年9月結業，原址約一半空間其後租予7-Eleven。

#### 天水圍店
天水圍店位於濕地公園Wetland Seasons Park小型商場Wetland Seasons Lane，2022年5月開幕。2024年，該店改名為每日一田Yataday。

### Pop-up店

#### 上水店
一田於上水廣場4/F開設Pop-up店, 現已搬遷.

## 多名員工確診2019冠狀病毒病
2020年12月6日，一田百貨沙田店至少有5名員工確診新型冠狀病毒，負責多個銷售區，包括超級市場菜檔及肉檔、電器部、嬰兒用品部和男裝內衣部等。公司雖然安排員工到深水埗寶血醫院接受檢測，不過要輪候約5至6小時，而專櫃員工/推廣員若前往該醫院做測試，需即時付700元檢測費用。其後衛生防護中心懷疑病毒經地方較小的休息室傳播。而員工確診期間正值舉行促銷。觀塘店有1名員工確診。截至12月9日，沙田分店累計有11名員工染疫，該舖已經在12月8日起暫停營業全面消毒。而衞生防護中心要求11月28日後在沙田一田百貨1、2樓工作的員工均需要強制檢測。

## 主要競爭對手
- Don Don Donki
- AEON
- SOGO
- UNY
- C!ty'super
- Living PLAZA by AEON及DAISO JAPAN
- 松本清
- 百佳超級市場旗下TASTE及百佳International
- Wellcome旗下Market Place by Jasons、Market Place及ThreeSixty
- FRESH新鮮生活

## 外部連結
- 一田百貨